# إيدا سارجنت
إيدا سارجنت (بالإنجليزية: Ida Sargent) هي متزحلقة أمريكية، ولدت في 25 يناير 1988 في قرية نيوبورت في الولايات المتحدة.

## وصلات خارجية
- إيدا سارجنت على موقع الاتحاد الدولي للتزلج (التزلج الريفي) (الإنجليزية)
- إيدا سارجنت على موقع اللجنة الأولمبية الدولية (الإنجليزية)
- إيدا سارجنت على موقع أوليمبيديا (الإنجليزية)
- إيدا سارجنت على موقع اللجنة الأولمبية والبارالمبية الأمريكية (الإنجليزية)